# Pier Matteo Petrucci
Pier Matteo Petrucci (Jesi, 20 maggio 1636 – Montefalco, 5 luglio 1701) è stato un cardinale e vescovo cattolico italiano.

## Biografia
Di nobile famiglia jesina legata ai Petrucci di Siena, si addottorò in utroque iure presso l'Università di Macerata e, contemporaneamente si dedicò allo studio delle sacre scritture e delle opere dei padri della Chiesa sotto la guida degli oratoriani di Jesi, fra i quali entrò il 2 febbraio 1661: divenuto sacerdote, venne scelto come proprio segretario personale dal cardinale Alderano Cybo-Malaspina, vescovo di Jesi.
L'8 aprile 1678 venne eletto preposito generale della sua congregazione; il 14 aprile 1681 venne eletto vescovo di Jesi e ricevette la consacrazione episcopale il 20 aprile successivo dalle mani di Alderano Cybo-Malaspina. Papa Innocenzo XI, nel concistoro del 2 settembre 1686, lo creò cardinale del titolo di San Marcello.
Fu uno dei maggiori esponenti del quietismo in Italia, ma si mantenne su posizioni più moderate rispetto a Miguel de Molinos: accusato di eresia nel 1687, venne assolto dopo aver abiurato le proprie idee, ma molti dei suoi numerosi trattati ascetici e mistici furono messi all'Indice (I mistici enigmi disvelati [1683], Lettere e trattati spirituali e mistici [1679], La contemplazione mistica acquistata [1682], Lettere brevi spirituali e sacre [1682]).
Nel 1691 lasciò il governo della sua diocesi e si ritirò a Roma: il 7 dicembre 1693 venne nominato camerlengo del Sacro Collegio. Morì a Montefalco il 5 luglio 1701.

## Genealogia episcopale e successione apostolica
La genealogia episcopale è:
- Cardinale Guillaume d'Estouteville, O.S.B.Clun.
- Papa Sisto IV
- Papa Giulio II
- Cardinale Raffaele Riario
- Papa Leone X
- Papa Paolo III
- Cardinale Francesco Pisani
- Cardinale Alfonso Gesualdo
- Papa Clemente VIII
- Cardinale Pietro Aldobrandini
- Cardinale Laudivio Zacchia
- Cardinale Antonio Barberini, O.F.M.Cap.
- Cardinale Girolamo Colonna
- Cardinale Niccolò Albergati-Ludovisi
- Cardinale Alderano Cybo-Malaspina
- Cardinale Pier Matteo Petrucci, C.O.

La successione apostolica è:
- Vescovo Giaconto Tuartkovich, O.F.M.Obs. (1693)
- Arcivescovo Placido Stoppa, C.R. (1693)
- Vescovo Bernardino Plastina, O.M. (1694)
- Vescovo Francesco Maria Federico Carafa, C.R. (1694)
- Arcivescovo Giovanni Andrea Monreale (1695)
- Vescovo Giuseppe Maria Bottari, O.F.M.Conv. (1695)
- Vescovo Epifanio Fanelli, O.S.B. (1695)
- Vescovo François Marie Sacco, C.R. (1695)
- Vescovo Ottavio Spader, O.F.M.Obs. (1695)
- Vescovo Bartolomeo Castelli, C.R. (1695)
- Vescovo Gregorio Compagni, O.P. (1696)
- Vescovo Maioranus Figlioli (1696)
- Vescovo Giuseppe Schinosi (1696)
- Arcivescovo Bernabé de Castro, O.S.A. (1697)
- Vescovo Lorenzo Kreutter de Corvinis, O.S.B. (1697)
- Vescovo Fortunato Durante (1697)
- Vescovo Ambrosio Angelini (1697)
- Arcivescovo Agustín Antonio de Arellano, O.S.A. (1698)
- Vescovo Ambrogio Croce, O.S.B. (1698)
- Vescovo Gaetano De Andrea, C.R. (1698)
- Vescovo Michele Gallo Vandeinde (1698)
- Vescovo Antonio Forteguerra, O.S.B. (1698)
- Vescovo Giulio Troili (1698)
- Vescovo Fabrizio Maffei (1698)
- Vescovo Giovanni Cito (1698)
- Vescovo Biagio Terzi (1698)
- Vescovo Luca Trapani (1698)
- Arcivescovo François Amédée Milliet d'Arvillars (1699)
- Arcivescovo Giovanni Battista Braschi (1699)
- Arcivescovo Giuseppe de Carolis (1699)
- Vescovo Orazio Minimi (1699)
- Vescovo Tommaso d'Aquino, C.R. (1700)
- Vescovo Giovanni Battista Capano, C.R. (1700)